# ライプツィヒ・ハレ空港
ライプツィヒ・ハレ空港（ドイツ語: Flughafen Leipzig/Halle、英語: Leipzig/Halle Airport）は、ドイツ・ザクセン州の国際空港である。ライプツィヒとザクセン＝アンハルト州に属するハレとの間に位置する。1927年開港。特に貨物空輸の分野において、国際的に重要な位置を占めている。2008年より国際競争力向上のマーケティングの一環として、英名の「Leipzig/Halle Airport」を空港の正式名称として使用している。

## 概要
ライプツィヒからは北西へ16km、ハレからは南東22kmのところに位置している。旅客数はドイツ国内の空港で11番目（2019年）であるが、貨物空輸の分野ではフランクフルト空港に次いで第2位（2019年）の規模を誇る。DHLアビエーションがハブとしている。

ライプツィヒ・ハレ空港見取り図